# Roquefort-les-Pins

Roquefort-les-Pins este o comună în departamentul Alpes-Maritimes din sud-estul Franței. În 1 ianuarie 2022 avea o populație de 7.284 de locuitori.